# Byrsotria
Byrsotria es un género de insectos blatodeos (cucarachas) de la familia Blaberidae, subfamilia Blaberinae. 
Tres especies pertenecen a este género:
- Byrsotria cabrerai Rehn & Hebard, 1927
- Byrsotria fumigata Guérin-Méneville, 1857
- Byrsotria rothi Gutiérrez & Linares, 2003

## Distribución geográfica
Se pueden encontrar en Cuba.